# Pochod smrti

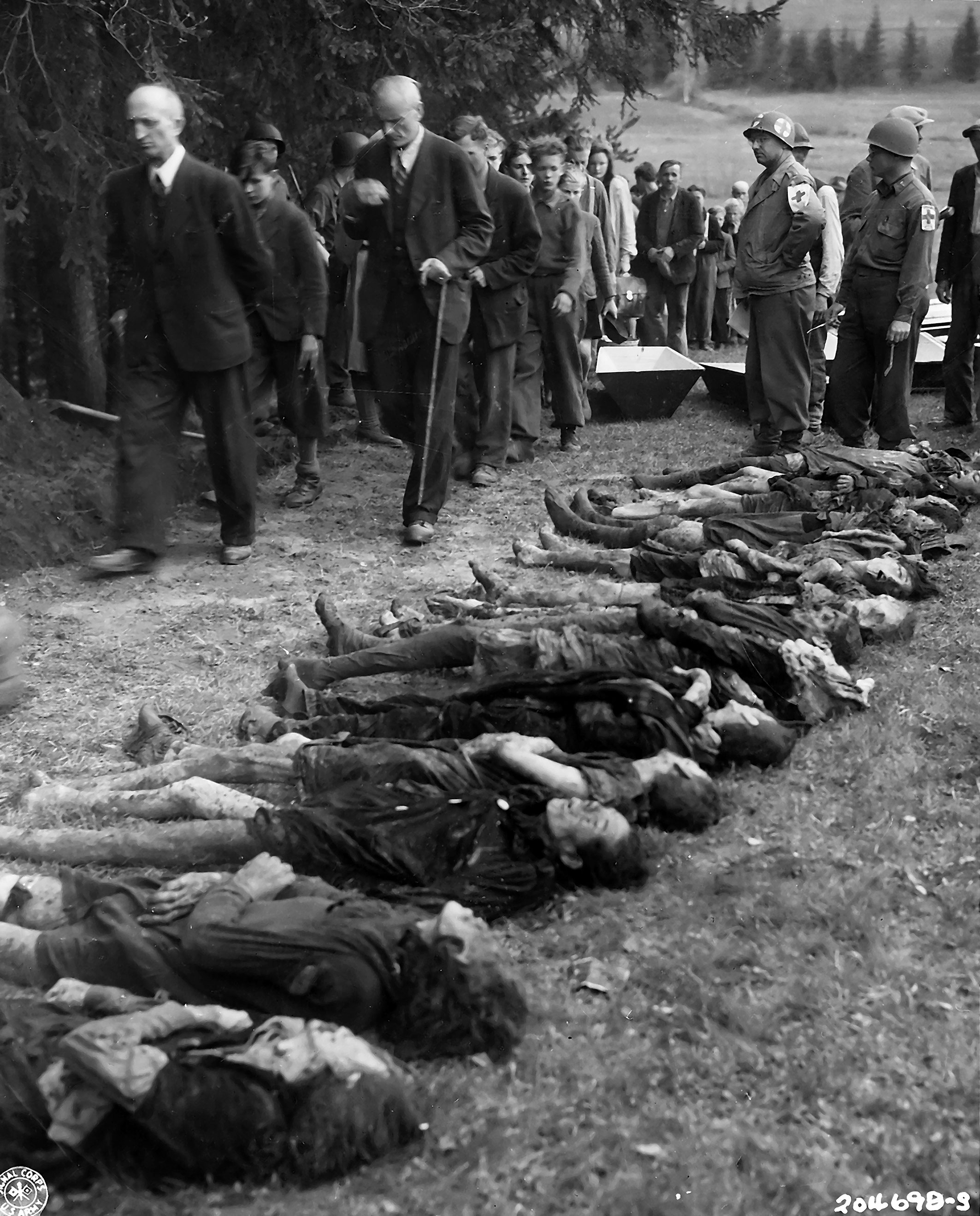
Volary, 11. května 1945. Němečtí civilisté procházejí kolem těl třiceti židovských žen, které zemřely v důsledku nuceného pochodu

Pochod smrti je nucený pochod, jehož důsledkem je smrt významné části zúčastněných.
Používá se pro případy pochodů zajatců a vězňů v době druhé světové války. Na tichomořském válčišti se jednalo zejména o Bataanský pochod smrti v roce 1942 a Sandakanské pochody smrti v roce 1945. V Evropě byli v letech 1944–5 vězni z koncentračních táborů blízko fronty nuceni pod hrozbou okamžitého usmrcení jít stovky kilometrů  bez dostatečné výživy, oblečení a odpočinku. Ač zpravidla primárně plnily úlohu evakuace před postupujícími spojeneckými vojsky, předpokládá se, že smrt co nejvíce vězňů mohla být jedním z očekávaných důsledků.
Stejný osud čekal mnohé válečné zajatce Rudé armády nebo některé skupiny sudetských Němců během divokého odsunu, zdokumentovaný je například brněnský pochod smrti německého obyvatelstva, při kterém a v jehož důsledku zahynulo 1691 osob. V dnešní době je na památku tohoto zločinu zřízen památník s pohřebištěm v Pohořelicích.

## Pochody a transporty smrti za druhé světové války v Asii a Tichomoří
Mezi nejznámější pochody patří Bataanský pochod smrti na Filipínách, ve kterém zahynulo i několik českých dobrovolníků.

## Pochody a transporty smrti za druhé světové války v Evropě
Pochod smrti, při němž zemřel vyčerpáním či v důsledku nemocí určitý počet jeho účastníků, nebyl v konfliktních situacích neznámým pojmem. K zločinné zrůdnosti a nelidské „dokonalosti“ dovedli tento pojem němečtí nacisté, kteří používali pochody smrti zejména v letech 1944–1945 jako způsob likvidace zajatců a vězňů. Lidé byli většinou podvyživení, nemocní, vyčerpaní, nedostatečně oblečeni a obuti, vystaveni jakýmkoliv nepříznivým povětrnostním vlivům. Během pochodu dostávali buď pouze minimum, nebo žádné jídlo a pití. Kdo již dále nemohl pochodovat, byl na místě zastřelen (zpravidla ranou do týlu) a ponechán v příkopu u cesty. Mrtvoly byly až později zahrabány do anonymních masových hrobů. Nebezpečí trestů či dokonce zastřelení na místě hrozilo i těm lidem, kteří se snažili vězňům v transportu podat jídlo a pití. Podobně tomu bylo i u transportů v přeplněných dobytčích železničních vagónech, kde byli vězňové zavřeni i několik dnů, aniž by mohli získat potraviny, provést osobní hygienu či důstojně vykonat potřebu. Z páchnoucích vagónů pak byly vynášeny ostatky lidí - v létě rozkládající se a v zimě zmrzlé mrtvoly. Specifickou formou transportů smrti bylo nakládání vězňů na lodě a jejich potápění v moři.[zdroj⁠?!] Počátkem roku 1945 docházelo k pochodům i transportům smrti i přes české území, kde se z tohoto období nachází množství masových hrobů, např. Nýrsko, Kaplice, Bohosudov, Blatno u Jesenice, Březno u Chomutova, Žihle u Plzně, Stod, Tachov, České Velenice, Volary a další.

### Některé známé pochody smrti

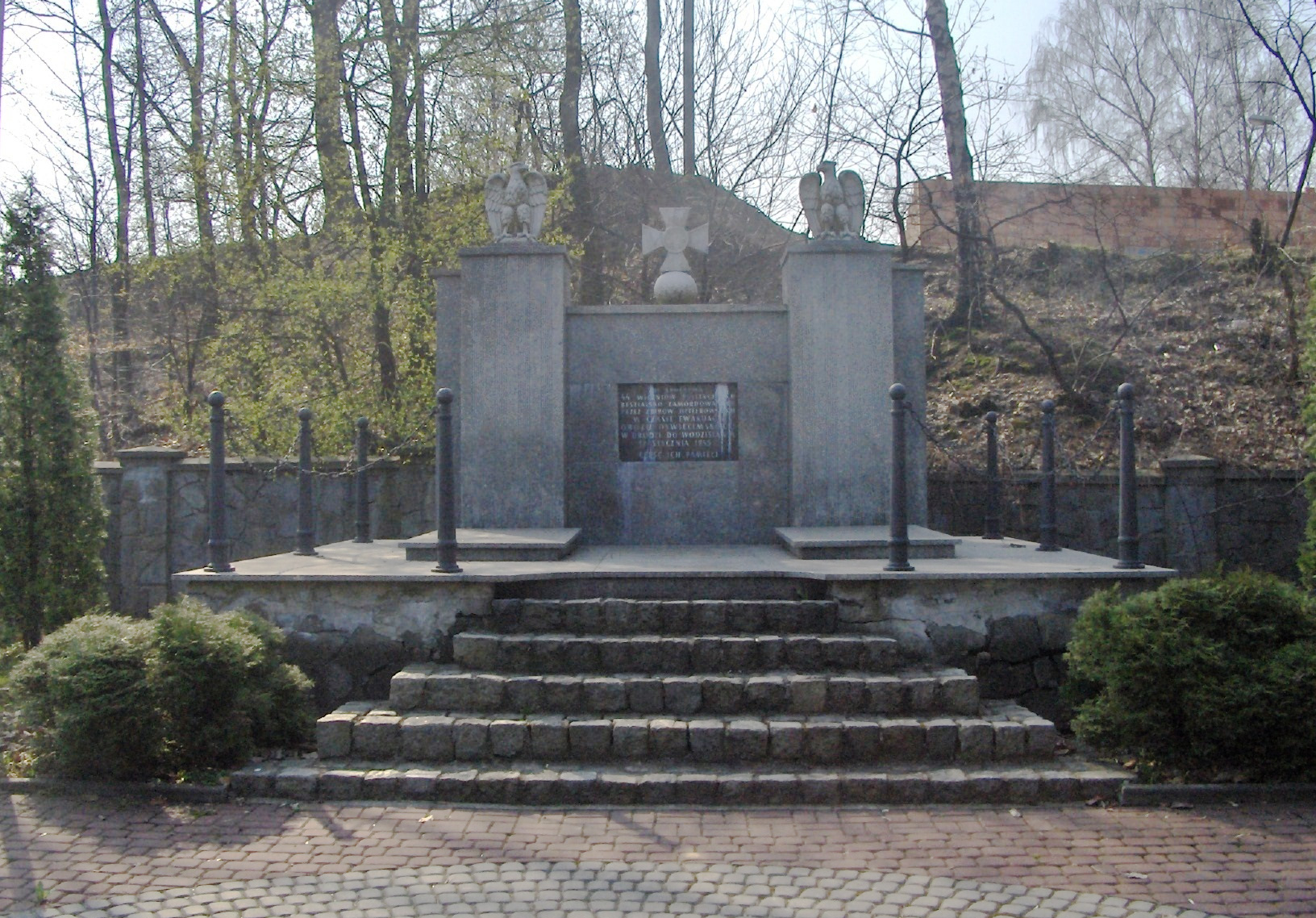
Pomník obětem pochodu smrti z Osvětimi do Wodzisławi.

- z Budapešti do koncentračních táborů v Rakousku (především do Mauthausenu), 8. listopad 1944 − prosinec 1944, 76 tisíc vězňů[2]
- z Osvětimi do Wodzisławi (odtud vlakem do Gross−Rosenu, Buchenwaldu, Dachau a Mauthausenu), od 18. ledna 1945, 66 tisíc vězňů, z nichž 15 tisíc zemřelo[2]
- z Grünbergu a z Glogau do Helmbrechtsu, leden 1945 − 6. března 1945, 3 tisíce vězeňkyň, z nichž došlo 621[3]
- z Helmbrechtsu přes Volary k Husinci (některé z žen absolvovaly už pochod z Grünbergu; tento druhý pochod většina z nich nepřežila), 13. dubna 1945 − 6. května 1945, 1170 vězeňkyň, z nichž přežilo asi 100[3]
- ze Stutthofu
- z Gross−Rosenu
- z Buchenwaldu – část do Terezína
- z Flossenbürgu – část do Terezína
- z Ravensbrücku do České Lípy